# КК Бреоган
КК Бреоган (Гл. Club Baloncesto Breogán) је шпански професионални кошаркашки клуб из Луга, Галиција, и део је велике спортске породице. 